# 鷲敷温泉
鷲敷温泉（わじきおんせん）とは徳島県那賀郡那賀町（旧国阿波国）にあった温泉である。

## 泉質
- 単純硫黄泉

## 温泉地

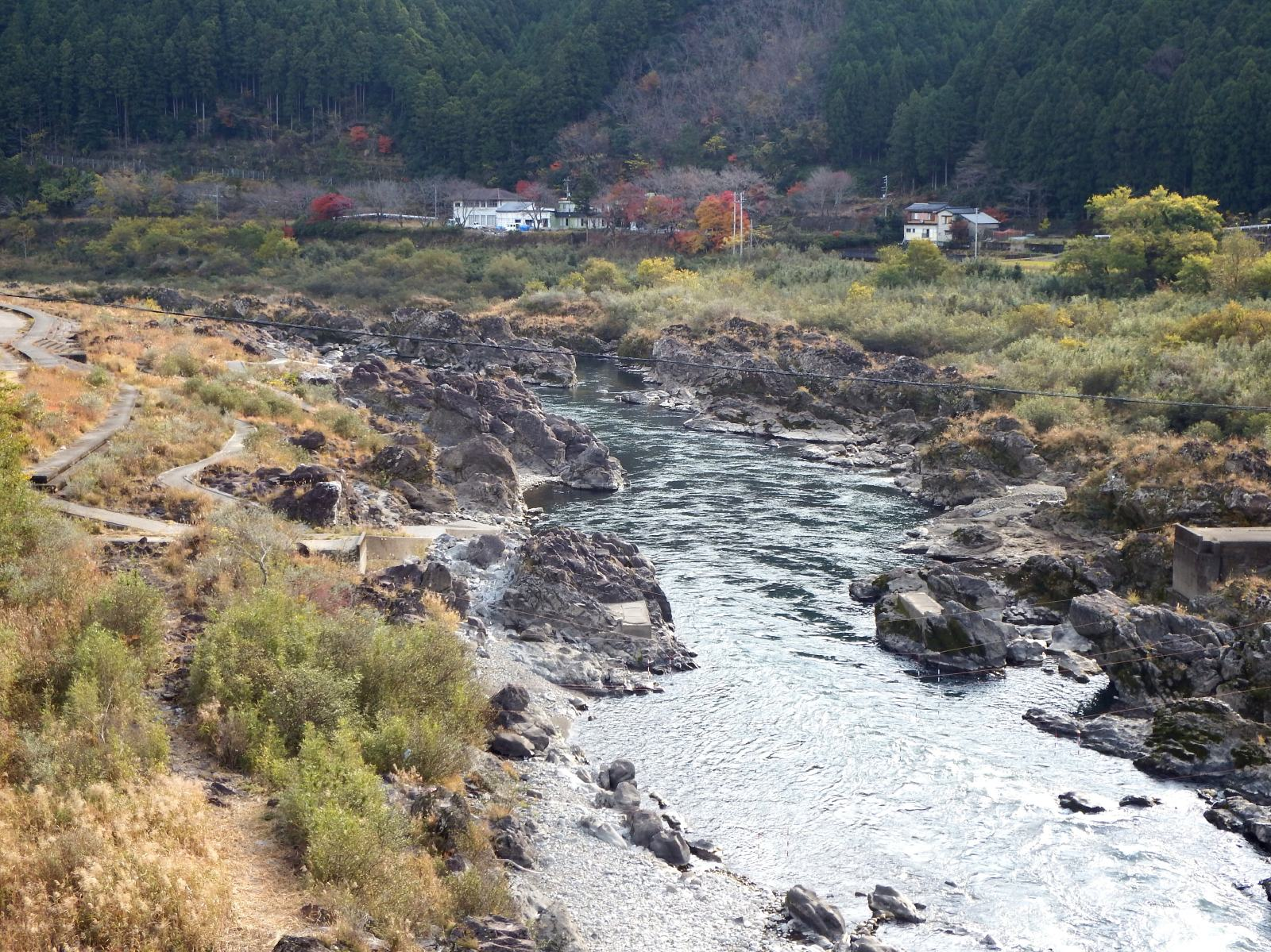
ゆり野を那賀川対岸より

太龍寺ロープウェイの麓駅のある道の駅鷲の里から4.4 km離れたところの那賀川のほとりにあった。別名「わじき温泉」。「わしきおんせん」と読むこともあった。一軒宿「わじき温泉」が、近くの廃鉱山から引いた鉱泉水を使って営業していたが、2021年に温泉事業を廃止し、料理旅館「ゆり野」としてリニューアルした 。このため旅館としては現在でも営業しているものの、温泉ではなくなっている。
- 所在地 : 徳島県那賀郡那賀町百合

### 周辺
- 那賀川
- わじきライン
- 那賀町鷲敷野外活動センター
- 徳島県立那賀高等学校
- エキサイティング・サマー・イン・ワジキ
- 氷柱観音
- 道の駅鷲の里
- 太龍寺ロープウェイ
- 太龍寺（四国霊場第21番、阿南室戸歴史文化道）
- 川口ダム
- 道の駅もみじ川温泉
- 徳島県南部健康運動公園（アグリあなんスタジアム）

## アクセス
- 国道195号から細渕橋を渡り百合トンネルを通りすぐ。
- 徳島バス丹生谷（にうだに）線（徳島駅 - 川口営業所）で「百合」下車
- 最寄り駅：JR牟岐線（阿波室戸シーサイドライン）桑野駅